# Шестдесет и девети пехотен полк
Шестдесет и девети пехотен полк е български пехотен полк, формиран през 1913 година и взел участие в Междусъюзническата (1913), Първата (1915 – 1918) и Втората световна война (1941 – 1945).

## Формиране и Междусъюзническа война (1913)
Историята на полка започва на 18 април 1913 година, когато в Сяр от 3-та дружина на 51-ви пехотен полк се формира Първи пехотен полк от Драмската бригада. На 20 май същата година получава наименованието Шестдесет и девети пехотен полк от Драмската бригада. Полкът участва в Междусъюзническата война (1913) и през август 1913 се завръща в Пазарджик е демобилизиран и разформиран.

## Първа световна война (1915 – 1918)
По време на Първата световна война (1915 – 1918) на 20 май 1915 година към 4-та пехотна преславска дивизия се формира Четвърти маршеви полк в двудружинен състав, през декември 1917 година се реорганизира в 3 дружини и се преименува на Шестдесет и девети пехотен полк. Започва военни действия в състава на Варненския укрепен пункт. Първоначално действа в състава на Варненския укрепен пункт, след което става част от 1-ва бригада от 12-а пехотна дивизия. Взема участие във войната, а след примирието, през август 1918 остава в заложничество.

## Втора световна война (1941 – 1945)
По време на Втората световна война (1941 – 1945) на 4 март 1942 година в Плевен се формира Шестдесет и девети пехотен полк. Установява се на гарнизон в Ниш и влиза в състава на 21-ва пехотна дивизия. На 1 октомври 1942 година се завръща в Плевен и е демобилизиран и разформиран. Отново е формиран на 29 юни 1943 в Плевен и влиза в състава на 25-а пехотна дивизия с гарнизон в Петровац. През септември 1944 при оттеглянето си към България води военни действия срещу германски войски. Разформиран е в края на септември 1944.

## Командири
Званията са към датата на заемане на длъжността.
| № | звание    | име              | дати                 |
| - | --------- | ---------------- | -------------------- |
|   | Полковник | Панайот Георгиев | Първа световна война |
|   | Майор     | Борис Калайджиев | от 12 май 1942       |

## Наименования
През годините полкът носи различни имена според претърпените реорганизации:
- Първи пехотен полк от Драмската бригада (18 април 1913 – 20 май 1913)
- Шестдесет и девети пехотен полк от Драмската бригада (20 май 1913 – август 1913)
- Четвърти маршеви полк (20 май 1915 – декември 1917)
- Шестдесет и девети пехотен полк (декември 1917 – 1918, 4 март 1942 – 1 октомври 1942, 29 юни 1943 – септември 1944)